# Handball-Weltmeisterschaft der Männer 2027
Die 30. Handball-Weltmeisterschaft der Männer soll vom 13. oder 14. bis zum 31. Januar 2027 in Deutschland stattfinden. Der Veranstalter ist die Internationale Handballföderation (IHF); der Ausrichter der Deutsche Handballbund (DHB). Der Titelverteidiger ist die dänische Mannschaft.

## Bewerber
Ihr Interesse an der Ausrichtung der Weltmeisterschaft 2027 hatten die Handballverbände aus Ungarn, Deutschland sowie, in einer gemeinsamen Bewerbung, aus Kroatien, Dänemark und Norwegen bekundet.
Am 28. Februar 2020 gab die Internationale Handballföderation (IHF) auf einer Sitzung des Council in Kairo bekannt, dass die Titelkämpfe in Deutschland stattfinden werden.
In Deutschland fanden zuvor schon die Handballweltmeisterschaften der Männer 1938, 1958 (DDR), 1961, 1974 (DDR), 1982, 2007 und 2019 (gemeinsam mit Dänemark) statt.

## Teilnehmer
Am Turnier werden 32 Nationen teilnehmen:
- Deutschland als Gastgeber
- Dänemark, als Gewinner der Weltmeisterschaft 2025
- weitere 13 Mannschaften aus Europa (EHF)
- Vereinigte Staaten (Wildcard)
- eine weitere Mannschaft aus Nordamerika und der Karibik (NACHC)
- sechs Mannschaften aus Afrika (CAHB)
- vier Mannschaften aus Asien (AHF)
- vier Mannschaften aus Süd- und Mittelamerika (COSCABAL)
- ggf. ein Vertreter Ozeaniens (OCHF)

## Spielstätten
Insgesamt soll das Turnier in den sechs Städten München, Stuttgart, Kiel, Magdeburg, Hannover und Köln ausgetragen werden.
Für die Vorrundengruppen sind München (mit der deutschen Mannschaft), Stuttgart, Kiel und Magdeburg vorgesehen. Die Hauptrunden sind in Hannover und Köln geplant. Köln soll auch Schauplatz des Finales sein.
| Ort       | Halle           | Kapazität | Foto | Turnierphasen                                    |
| --------- | --------------- | --------- | ---- | ------------------------------------------------ |
| München   | SAP Garden      | 11.000    |      | Eröffnungsspiel Vorrunde                         |
| Stuttgart | Porsche-Arena   | 06.200    |      | Vorrunde                                         |
| Kiel      | Wunderino Arena | 10.250    |      | Vorrunde                                         |
| Magdeburg | GETEC Arena     | 06.500    |      | Vorrunde Presidents Cup                          |
| Hannover  | ZAG-Arena       | 10.000    |      | Hauptrunde                                       |
| Köln      | Lanxess Arena   | 19.250    |      | Hauptrunde Finalrunde (Viertelfinale bis Finale) |

## Turnierverlauf
Das Eröffnungsspiel soll in München stattfinden. Die 32 Mannschaften bestreiten insgesamt 112 Spiele. Zu Beginn des Turniers bestreiten die Teams eine Vorrunde bestehend aus acht Gruppen mit jeweils vier Teams im Modus Jeder-gegen-Jeden. Die drei besten Mannschaften der Vorrunde erreichen die anschließende Hauptrunde. Der acht Gruppenletzten spielen in Magdeburg den sogenannten „Presidents Cup“ aus. Die Hauptrunde besteht aus insgesamt vier Gruppen. Dabei werden jeweils zwei Gruppen aus der Gruppenphase zusammengelegt. Gespielt wird auch hier im Modus Jeder-gegen-Jeden mit der Besonderheit, dass die Ergebnisse der ersten Gruppenphase mitgenommen werden und kein erneutes Spiel stattfindet. Nach Abschluss der Hauptrunde erreichen jeweils die Mannschaften der Plätze 1 und 2 das Viertelfinale. Das Viertelfinale wird nach dem K.-o-System gespielt. Während die Gewinner der jeweiligen Partien das Halbfinale erreichen, spielen die Verlierer die Plätze 5 bis 8 aus. Anschließend erreichen die Gewinner des Halbfinals das Finale und die Verlierer spielen das Spiel um Platz 3.

## Übertragungsrechte
Die Rechte zur Übertragung der deutschen Spiele der Männer und der Frauen sowie der Endspiele der Weltmeisterschaften 2027, 2029 und 2031 für Deutschland erwarb die ProSiebenSat.1 Media. Die Pay-TV-Rechte aller Spiele erwarb Dyn Media.